# Wiko

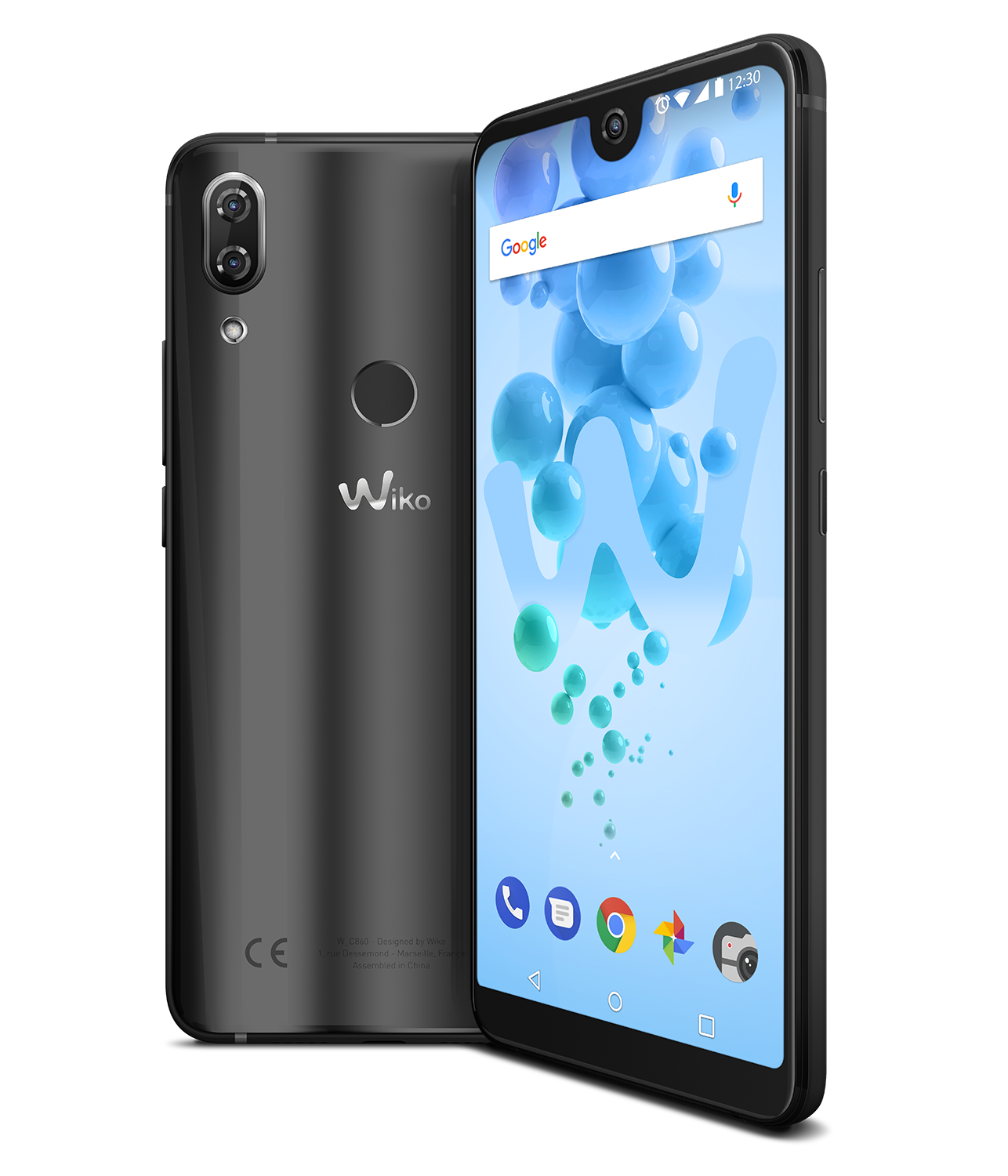
Wiko View2 Pro

Wiko es una marca francesa de telefonía móvil propiedad de la empresa china Tinno.  Tiene su base en Marsella y además de teléfonos móviles ha diversificado su negocio con la venta de productos complementarios: protectores y accesorios universales, weareables, auriculares, cascos y altavoces.
Desde 2014, Wiko ocupa la segunda posición en el mercado de teléfonos inteligentes libre en Francia (por detrás de Samsung con una cuota de mercado del 10 al 15%) y Portugal, cuarta posición en Italia, quinta posición en Bélgica y España y quinta posición en Europa occidental en el mercado libre.
En 2018, Wiko está presente en más de 30 países en Europa, Asia, Oriente Medio y África. La compañía tiene más de 220 empleados en Francia y más de 500 por todo el mundo.

## Historia
Wiko, la compañía global de telefonía móvil, fue fundada en Marsella, en el sur de Francia, en el 2011 por Laurent Dahan en colaboración con James Lin, CEO de Tinno, la multinacional china de telefonía móvil. Wiko aporta su conocimiento del mercado, la estrategia enfocada en el usuario y una organización de ventas única. Tinno, por su parte, su conocimiento tecnológico así como su capacidad industrial y financiera.

#### Expansión
2011: Wiko se crea en Francia.
2013: España, Portugal, Austria, Italia, Alemania.
2014: Argelia, Bélgica, Suiza, Marruecos, Tailandia, Países Bajos, Vietnam.
2015: Camerún, Indonesia, Costa de Marfil, Kenia, Arabia Saudí, Macedonia, Nigeria, Polonia, Senegal, Emiratos Árabes Unidos.
2016: Bosnia, Croacia, Malasia, Malta, Montenegro, Serbia, Eslovenia.
2017: Grecia, Egipto, Japón, Rumanía.

#### Principales productos lanzados
2011: Duelle (teléfono móvil), Minz.
2012: Cink, Cink Slim, Cink King, Lubi2, Kar, Dea.
2013: Cink5, Cink Peax, Rainbow.
2014: Goa, Wax, Highway.
2015: Highway Pure, Highway Star, Fever.
2016: Ufeel, WiBoard y WiCube (accesorios inteligentes), WiMate (wearable), Sunny.
2017: WIM, View, WiView & WiLine (accesorios inteligentes).
2018: View2, View2 Pro.

#### Evolución
En 2013, la compañía entró en el mercado italiano. En junio de ese mismo año nace Wikomobile Iberia, sociedad que gestiona la marca Wiko en España y Portugal.
Con tan solo dos años de vida desde su nacimiento en 2011 en el sur de Francia, en el 2013, Wiko se posiciona como segunda compañía en Francia, con un teléfono vendido cada 4 segundos.[cita requerida] Al año siguiente, la marca ya ocupaba la misma posición en la vecina Portugal.[cita requerida]
A día de hoy, está presente en más de 30 países con más de 500 empleados alrededor del mundo, incluyendo 200 en la central de Marsella.[cita requerida]
Después de años de asociación, el 8 de febrero de 2018, el fundador de Wiko Laurent Dahan y James Lin, presidente del grupo Tinno, anunciaron su fusión. Wiko es ahora parte de Tinno Mobile Technology Corp., una organización especializada en el desarrollo y fabricación de teléfonos inteligentes fundada en junio del 2005 en Shenzhen, China.
Wikomobile Iberia, por su parte, empresa en la que el socio local mantiene su participación del 50% efectivo, continúa siendo la sociedad que desarrolla la marca Wiko en España y Portugal. El grupo cuenta a día de hoy con 5 centros de I+D y 2 de producción con una extensión de 300 000 m².[cita requerida] Tiene más de 5000 empleados por todo el mundo y su facturación anual es de aproximadamente 1000 millones de euros.[cita requerida]

## Colaboradores y clientes

### Compañeros de negocio

#### Google
Google es un partner estratégico de Wiko.

#### DxO
DxO es el líder de la industria del procesamiento de imagen, diseño de cámaras y optimización de la calidad de la imagen que asiste a la industria en todas las fases del desarrollo de cámaras.

#### Qualcomm
Wiko ha desarrollado una asociación estratégica con Qualcomm® incorporando sus soluciones genéricas. Esto incluye CAT6 LTE, NFC y pagos móviles, Voz por LTE y muchos más.

#### Vidhance
Vidhance es una compañía sueca especializada en la mejora del vídeo en los teléfonos inteligentes.

## Corporativo e identidad

### Logo
Nombre: Wiko proviene de la unión de “we” y “comunidad” (nosotros y la comunidad). Para incrementar la proximidad y garantizar que la comunidad tenga voz, la marca colabora con embajadores locales e influencers. También se acerca a cada mercado local a través de los patrocinios.[cita requerida]
Color: No es “blue”(azul), no es “green” (verde), es BLEEN.
Wiko ha creado su propia firma a través del color. La marca lo llama BLEEN y continúa propagándolo a lo largo de todo el mundo.[cita requerida]

Logo de Wiko

Eslogan: Game Changer. 

### Central
La central de Wiko se ubica en Marsella, Francia, con sede en un edificio histórico. Las 200 personas que aquí trabajan suman más de 20 nacionalidades.[cita requerida]

## Comunicación

### Anuncios
Con la llegada del Ufeel en 2016, el primer teléfono inteligente de la compañía con sensor de huella dactilar, Wiko lanza su primera campaña publicitaria en las principales cadenas de televisión nacionales de España. Se trata de un terminal pionero en el mercado en incorporar a la tecnología fingerprint la posibilidad de asignar 5 huellas diferentes para 5 accesos directos personalizados. Y fue precisamente esta característica el foco central de los 3 anuncios que la marca emitió durante 4 semanas en los dos grupos de comunicación más importantes del país.
La campaña en televisión se vio reforzada en Youtube, en medios digitales y las principales revistas y diarios españoles.[cita requerida]

### Patrocinios / Embajadores de marca

#### Fútbol
Wiko se inicia en el mundo de los patrocinios deportivos en 2014, como uno de los patrocinadores principales del modesto club de fútbol SD Eibar. El equipo guipuzcoano acababa de ascender, por primera vez en su historia, a Primera División.
Al año siguiente, temporada 2015/2016, y tras los buenos resultados obtenidos el año anterior con el patrocinio del club vasco, Wiko se convierte, también, en patrocinador del Real Betis Balompié. El equipo sevillano acababa de volver a Primera División.
Ambos patrocinios se extienden hasta la temporada 2017/2018, año en el que los dos clubs se mantienen en Primera División. En esos años, cuatro en el caso de la SD Eibar y tres en el del Real Betis Balompié, la marca lleva a cabo diversas acciones de dinamización en el campo y activaciones a pie de calle para acercarse a los seguidores de los equipos en un tono divertido y transgresor. Wiko, en muestra de su compromiso con la sociedad, también lleva a cabo con ambos clubes acciones destinadas a sensibilizar y concienciar a la población ante determinadas situaciones y problemáticas de grupos sociales más desfavorecidos.

#### Música
Wiko patrocinó uno de los festivales pop rock alternativos más conocidos del panorama nacional, el Low Festival, celebrado cada verano en la costera localidad alicantina de Benidorm.
Durante cuatro años, desde 2014 hasta 2017, Wiko fue el patrocinador del tercer escenario del festival, el espacio reservados a las bandas revelación de cada temporada.

#### La Vecina Rubia
En septiembre de 2017, la marca lanza, junto con La Vecina Rubia (casi 3 millones de seguidores en redes sociales), una aplicación para el correcto uso del castellano a través de los dispositivos móviles “Escribir bien es de guapas”. La app se compone de diferentes secciones creativas y educativas.
La aplicación se convierte rápidamente en una de las apps más populares tanto para teléfonos inteligentes Android como para iOS, recibiendo una puntuación de 4,7 sobre 5 en la Play Store de Google. En tan solo dos meses consigue 100 000 descargas. En la actualidad, ya supera las 200 000 descargas y las 100 000 firmas simbólicas en la sección “Firma con pelazo”.[cita requerida]

## Reconocimientos

### French Tech
Miembro clave de la Aix-Marseille French Tech. Gracias a su composición única, Wiko apoya las incubadoras locales, viveros de negocio, expertos, escuelas superiores, laboratorios… que están impulsando la creatividad y el espíritu innovador de la región. Wiko recibió el reconocimiento “Invest in Provence” en el 2016.

### Premio de Google
Wiko es una de las 9 compañías que recibe el Google Android Award en el transcurso del MWC de 2017.

### Deloitte In Extenso’s National Prizes List
#29 in the 16th edition of the Deloitte In Extenso’s National Prize List, Technology Fast 50 in France
En 2016 Wiko alcanzó el puesto #29 en la 16 edición de los premios Deloitte In Extenso’s National, Technology Fast 50 en Francia.
Según declaraciones de Laurent Halfon, asociado de Deloitte, líder nacional de Technology Fast 50, “El galardón Technology Fast 50 Prize List destaca empresas como Wiko que testifican el tremendo impulso a la innovación y creación de los empresarios franceses… Estamos muy orgullosos de contar con Wiko como parte de los premiados en el 2016”. Él destaca su espíritu emprendedor y agilidad, teniendo en cuenta que Wiko ha crecido a pasos agigantados con un incremento de +780% durante un periodo de cuatro años tomados como referencia.
En el 2016, Wiko se clasificó en el puesto #137 a nivel mundial en los premios Deloitte Technology.